# 春菜めぐみ
春菜 めぐみ（はるな めぐみ、1990年10月8日 - ）は、日本のタレント、グラビアアイドル、元レースクイーンである。
東京都出身。現在、フリーランスで活動中で、R・I・Pと業務提携している。かつて、G－STAR.PROに所属していた。愛称は、めぐにゃん。

## 略歴
2010年、SUPER GT「TEAM MACH マッハ車検GAL」としてレースクイーンデビュー。同年5月、テレビ東京のバラエティ番組『やりすぎコージー』の“9代目やりすぎガール”に水谷望愛、青木ケイト、今井成美と共に選ばれる。
2010年9月、東京オートサロンのイメージガール『A-class』の2011年度メンバーに選ばれる。当時エスピーワン所属者としては永作あいりに続いて2人目。
2011年、SUPER GT「SUBARU LEGACY B4 GIRLS」を務める（2012年も引き続き担当）。同年9月、ミスFLASH2012にエントリーされるが、受賞はならなかった。
2013年は上條かすみ、青山めぐ、森江朋美と共に「SUBARU BRZ GT GALS "BREEZE"」としてレースクイーン活動をしていた。
2015年、齊藤夢愛、璃乃と共に男の青汁イメージガールに選ばれる、2016年もイメージガールを継続し、忍野さら、豊田瀬里奈と共に活動。
2020年7月1日、自身のSNSにてこれまで所属していたG－STAR.PROを退社し、R・I・Pに所属する事を発表した。
2022年5月1日、自身のTwitterにてR・I・P所属から業務提携となり、今後はフリーで活動することを報告した。
2022年12月10日、自身のSNSにて最後の撮影会を終えたことを報告。併せてファンに向けて感謝の気持ちを綴った。
2023年5月21日、自身のInstagramにて幼馴染の一般男性と結婚したことを報告した。

## 人物
- 4歳上の姉がいる[10]。
- 前述のA-classややりすぎコージー、SUBARU B4 GIRLSで一緒だった葵ゆりかとは姉妹のような仲である[11]。またさとう里香とも仲が良いことをブログで明かしている[12]。
- 好きな色はピンク。自身の持ち物もピンクが多い。
- 趣味は釣り、スキューバダイビング、フットサル、ウェイクボード。
- 特技は料理。

## 作品

### CD
- TOKYO AUTOSALON 2011 presents EVOLUTION #07（2010年12月1日、avex trax）
  - 曲名『ETERNAL JOURNEY』

### DVD
※太字タイトルはBD版同時発売
- Angel Kiss〜ピチピチにゃんにゃん〜 （2010年11月22日、トリコ）
- Perfume（2012年11月23日、M.B.D.メディアブランド）
- 社内恋愛（ギルド）（2014年8月21日、ギルド）
- お気に召すまま（2014年9月20日、ラインコミュニケーションズ）
- Secret Lover（2015年6月26日、シャイニングスター）
- Secret Lover 2（2015年10月30日、シャイニングスター）
- 社内恋愛アフェクション（2016年2月18日、ギルド）
- 密着恋愛（2016年6月3日、竹書房）
- 甘い生活（2017年9月21日、ギルド）
- ごめんね、先輩（2018年6月25日、双葉社）
- Aircon House（2019年4月25日、エアーコントロール）
- LoveTraining（2021年8月27日、竹書房）

### 写真集
- Forever Memorise（2018年5月29日、双葉社、撮影：田畑竜三郎）ISBN 978-4575313659

## 出演

### テレビ
- やりすぎコージー　レギュラー（2010年5月 - 2011年9月、テレビ東京）
- まだまだゴチャ・まぜっ!〜集まれヤンヤン〜（2012年4月21日 - 2013年4月13日、MBSラジオ）
- 夜の帝王学〜ナイトスポット必勝マニュアル〜（2010年、BeeTV）
- ヨソで言わんとい亭〜ココだけの話が聞ける（秘）料亭〜　レギュラー（2014年10月 - 、テレビ東京）
- LOVE理論 第10話（2015年6月15日、テレビ東京）
- じっくり聞いタロウ　ゲスト
- SUP THE WORLD(2018年、EXスポーツ・ひかりTV)

### ネット配信
- めぐニャンちゃんねる - YouTube
- グラドルVSセクシー女優！水泳大会2018春（2018年3月23日、AbemaTV AbemaGOLD） - グラドルチーム[13]

### 広告
- ペアーズ（2016年1月～）
- 青汁（2015年～2017年）
- 777パチガブ（2015年10月 - 2016年9月）

### パチンコ
- CRラブ嬢プラス〜今夜も、ご延長の方はいかがなさいますか?〜（2013年、平和）[14]